# Twin Sisters (Texas)
Twin Sisters est une ville fantôme, Secteur non constitué en municipalité, située dans le Comté de Blanco, au Texas, aux États-Unis. Son bureau de poste ferma en 1948.